# 澧水

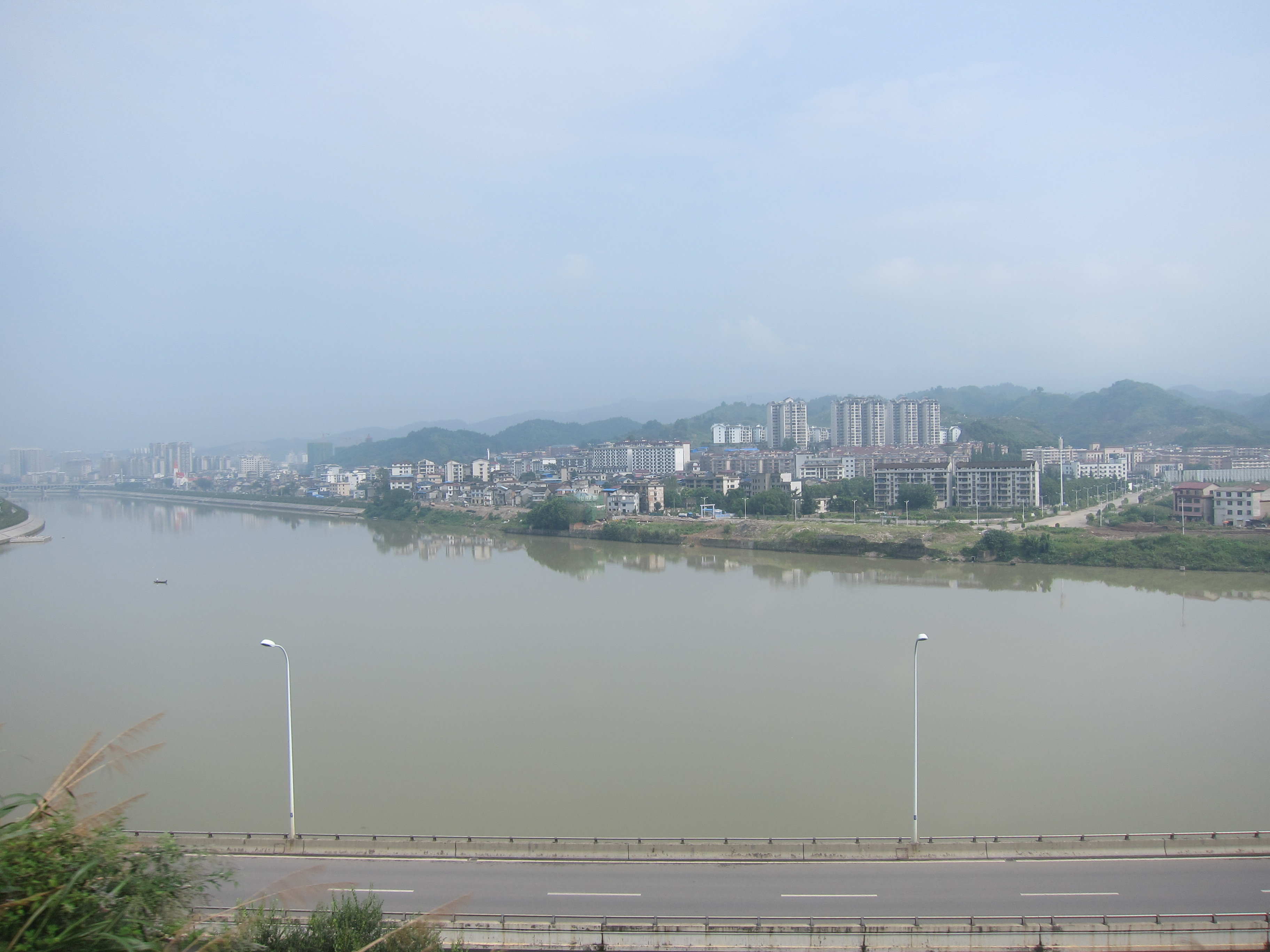
澧水

澧水是中國湖南省四大河流之一。长388公里，流域面积18496平方公里。

## 河道
澧水干流分北、中、南三源，以北源为主，北源源于湖南省桑植县杉木界，中源水量最大，源于桑植县八大公山东麓，南源源于湖南永顺县龙家寨，三源于桑植县南岔汇合后东流。
沿途接纳溇水、渫水、道水和涔水等支流，至津市市小渡囗注入洞庭湖。
澧水航道石门至澧县金鸡滩段全长51公里，其中澧县段19公里、临澧段14公里、石门县段18公里，总投资36.53亿元。与已建成的澧县茅草街千吨级航道相衔接。项目建设内容包括改扩建船闸和航道疏浚，其中按照千吨级标准改扩建临澧县青山、澧县艳洲两座船闸，按照内河3级标准整治石门至澧县51公里航道，通航 1000吨 级货船。近期设计代表船型为1000t货船（85mX10.8mX2.0m长度x宽度x吃水）；远期设计代表船型为2000t货船（90mX14.8mX2.6m），设石门县和临澧两个航道站，配套规划4个1000吨级锚位。青山枢纽工程项目新建2000吨级船闸一座、还建泄水闸5孔；建筑物均布置于烂船洲（现名中洲岛）左汊（石门易家渡一方），从左到右分别为左岸接岸建筑物、船闸、重力坝、泄水闸及右岸接岸建筑物，坝轴线总长419.7米；船闸进出闸方式采用曲进直出，船闸设计标准为2000吨级，设计年单向通过能力为1540万吨，最高通航水位为两年一遇水位；2021年9月正式开工建设。 
宜冲桥水库，坝址以上流域面积5829平方公里。设计正常蓄水位140.0米，总库容3.55亿立方米，汛限水位137米，防洪库容2.5亿立方米。
干流全长388公里，流域面积18,496平方公里（湖南15,505平方公里），多年平均径流量131.2亿立方米。最大流量30300秒立米（1935年6月25日调查洪水），最小流量28.7秒立米（1959年9月19日）。1980年8月2日，流量17600秒立米，相应水位62.00米。1998年7月23日，流量19900秒立米，相应水位62.66米。2003年7月10日流量19000秒立米，相应水位62.31米。
从津市小渡口至安乡蔡家滩入目平湖，称澧水（尾闾）洪道。全长78公里。设石龟山水文站。最大流量为12700秒立米（2003.07.11，相应水位41.84米）。1998年为12400秒立米（1998.07.24，相应水位41.89米）。河道特点为宽浅式，主洪道窄浅、边滩淤积严重、洲滩特别发育、河床淤积特别严重。年平淤高7厘米、七里湖淤成了七里洲。洪水位不断攀高。逆流顶托、扰乱松滋河水系。以展趋势。

## 一级支流
溇水：建有江垭水库，坝址以上流域面积3711平方公里。坝顶高程245.0米，正常蓄水位236.0米，总库容17.41亿立方米，汛限水位210.6至215米，防洪库容7.4亿立方米。
渫水：建有皂市水库，坝址以上流域面积3000平方公里。坝顶高程148.0米，正常蓄水位140.0米，总库容14.4亿立方米，汛限水位125米，防洪库容7.83亿立方米。
道水

## 延伸阅读
[在维基数据编辑]
 《欽定古今圖書集成·方輿彙編·山川典·澧水部》，出自陈梦雷《古今圖書集成》